# Strzępia
Strzępia, strzępia ściany – element połączenia murowanych ścian, w której jedna ma być przyłączona do drugiej. Wyróżnia się zazębienia czołowe lub boczne. Ściany wymagają trwałego i mocnego wzajemnego połączenia i dlatego w ścianach nośnych w miejscu przylegania ścianek działowych wykonywane są strzępia zazębione boczne. Uzyskuje się to przez pozostawienie w co drugiej warstwie muru nośnego wnęki o głębokości 1/4 cegły. 